# Municipio de Prairie (condado de White)
El municipio de Prairie (en inglés: Prairie Township) es un municipio ubicado en el condado de White en el estado estadounidense de Indiana. En el año 2010 tenía una población de 3180 habitantes y una densidad poblacional de 18,43 personas por km².

## Geografía
El municipio de Prairie se encuentra ubicado en las coordenadas 40°36′33″N 86°53′5″O / 40.60917, -86.88472. Según la Oficina del Censo de los Estados Unidos, el municipio tiene una superficie total de 172.51 km², de la cual 172.45 km² corresponden a tierra firme y (0.03%) 0.06 km² es agua.

## Demografía
Según el censo de 2010, había 3180 personas residiendo en el municipio de Prairie. La densidad de población era de 18,43 hab./km². De los 3180 habitantes, el municipio de Prairie estaba compuesto por el 98.08% blancos, el 0.03% eran afroamericanos, el 0.31% eran amerindios, el 0.19% eran asiáticos, el 0.06% eran isleños del Pacífico, el 0.41% eran de otras razas y el 0.91% pertenecían a dos o más razas. Del total de la población el 1.92% eran hispanos o latinos de cualquier raza.